# نسیء
نَسیء (به عربی: النسیء، آوانگاری: به معنی لغوی تأخیر انداختن) یک ویژگی تقویم هجری قمری بود که در قرآن نیز مرتبط با چهار ماه حرام مطرح شده‌است. در عربستان قبل از اسلام از تقویم قمری استفاده می‌شد که در آن هر ۲ یا ۳ سال یکبار یک ماه اضافه وجود داشت. این ماه اضافه باعث می‌شد که فصل‌ها حدوداً در زمان قبلی خود بمانند. وظیفه تعیین این ماه بر عهده قبیله بنی‌کنانه بود. این تعریف از نسیء ابتدا توسط ابو مشعر البلخی و سپس توسط ابوریحان بیرونی و المسعودی و بعضی دانشمندان غربی استفاده شد. از این رو هر دو یا سه سال، ابتدای سال یک ماه به تأخیر می‌افتاد. این نوع تقویم با تقویم عبری (تقویم یهودیان) که در آن نیز هر چند سال یکبار یک ماه اضافه وجود دارد همخوانی دارد. بر اساس نظر ابومشعر، اعراب این روش را از یهودیان یادگرفته بودند. از این رو در آن زمان تقویم اعراب و تقویم یهودیان تقریباً یکسان بود.

## آیه نسیء
در سال ۱۰ هجری و بعد از اینکه قبله از بیت‌المقدس (اورشلیم) به مکه تغییر پیدا کرد، یک آیه نازل شد که در آن نسیء ممنوع شد:
از این رو در صورتی که این تفسیر صحیح باشد زمان رخدادهای اتفاق افتاده در بین سال‌های ۱ تا ۱۰ هجری ممکن است یک تا ۳ ماه با آنچه به صورت غالب مورد استفاده قرار می‌گیرد تفاوت داشته باشد.